# Buster Brown
Buster Brown és un personatge de còmics creat l'any 1902 per Richard F. Outcault. Adoptat com a mascota de la Brown Shoe Company el 1904, Buster Brown, la seva germana Mary Jane i el seu gos Tige, eren molt coneguts pel públic nord-americà a principis del segle xx. El nom del personatge també es va utilitzar per descriure un estil popular de vestit per a nois joves, el vestit Buster Brown, que feia ressò del seu propi vestit.

## Orígens
El personatge de Buster Brown es basava en una versió lliure de Granville Hamilton Fisher, fill de Charles i Anna Fisher de Flushing, Nova York. L'aspecte físic de Fisher, inclòs el característic tallat de cabells de pagès, va ser copiat per Outcault i donat a Buster Brown. El nom "Buster" va venir directament o indirectament de la popularitat de Buster Keaton, aleshores un actor infantil de vodevil. Un altre noi, Roger Cushman Clark (1899-1995) de Deadwood (Dakota del Sud), també va ser descrit com el "model original" del personatge de Buster Brown.

## Història de la publicació
La tira còmica va començar al New York Herald el 4 de maig de 1902. Outcault va marxar a treballar a William Randolph Hearst el gener de 1906, i després d'una batalla judicial, Outcault va continuar la seva tira, ara sense nom, als diaris de Hearst, mentre que el Herald va continuar amb la seva pròpia tira, versió de Buster Brown amb altres artistes. Aquest últim va durar fins al gener de 1911, i la versió d'Outcault fins al 13 de maig de 1923.
El personatge de Buster Brown va inspirar molts imitadors, inclòs Perry Winkle de la tira de diari Winnie Winkle i la sèrie de pel·lícules d'animació Bobby Bumps.
La sèrie va ser traduïda al portuguès i publicada a la revista infantil brasilera O Tico-Tico (on Buster Brown era conegut com Chiquinho); les seves històries van ser adaptades lliurement per escriptors brasilers.